# فرودگاه جلال‌الدین

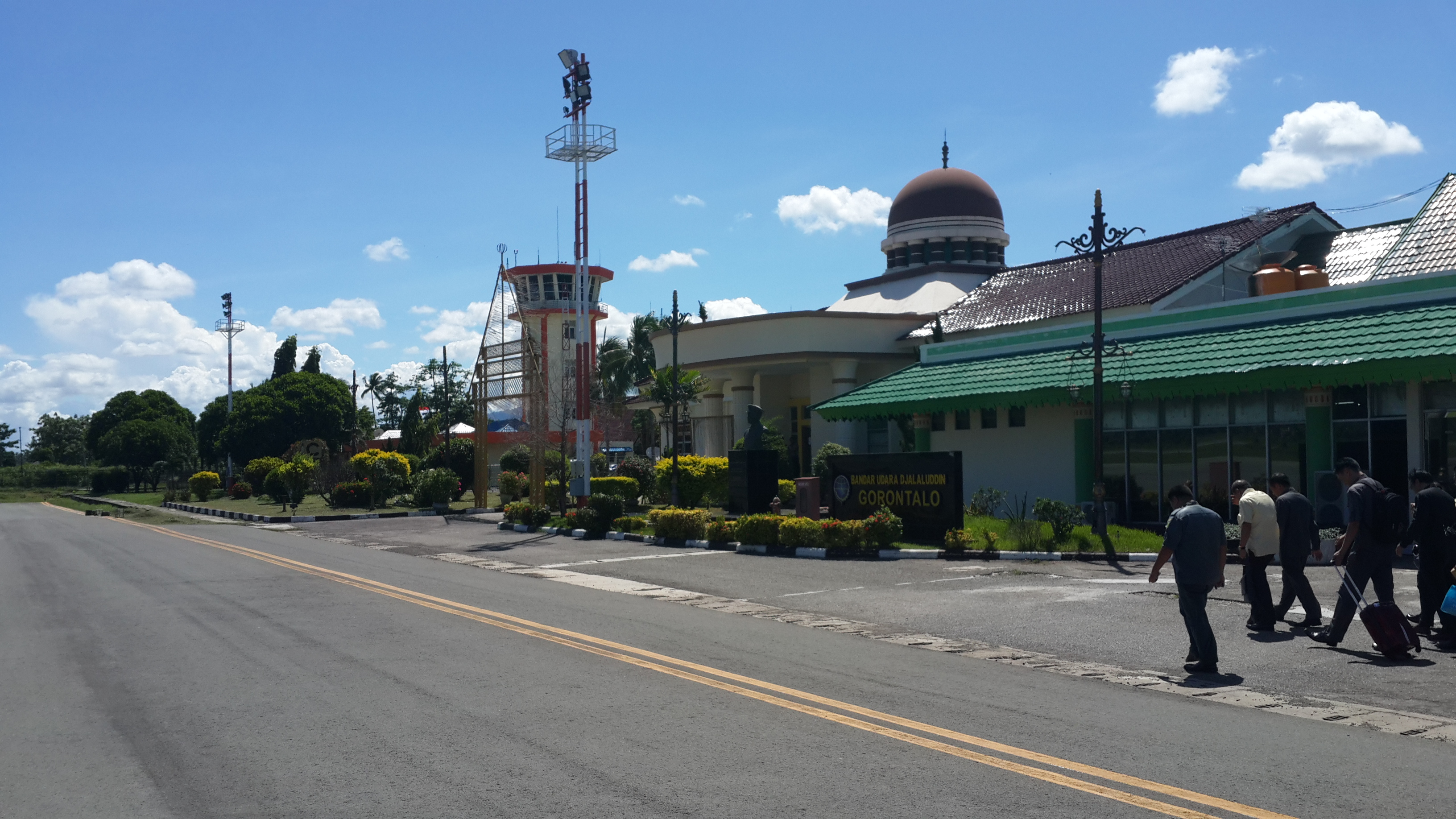

فرودگاه جلال‌الدین (به انگلیسی: Jalaluddin Airport) یک فرودگاه همگانی با کد یاتا GTO است که یک باند فرود آسفالت دارد و طول باند آن ۲۷۰۰ متر است. این فرودگاه در شهر گورونتالو کشور اندونزی قرار دارد و در ارتفاع ۳۲ متری از سطح دریا واقع شده‌است.

## شرکت‌های هواپیمایی و مقصدهای پروازی

### مسافری
| شرکت‌های هواپیمایی | مقصدهای پروازی                                                   |
| ----------------- | ---------------------------------------------------------------- |
| اویاستار          | Ampana، پوگوگول، سیوکوران امین‌الدین امیر، موتیارا، سلطان بنتیلان |
| باتیک ایر         | سوئکارنو-هتا، سلطان حسن‌الدین                                     |
| سیتیلینک          | سلطان حسن‌الدین                                                   |
| گارودا ایندونزیا  | سلطان حسن‌الدین، سام رتولنگی                                      |
| لاین ایر          | سلطان حسن‌الدین                                                   |
| Sriwijaya Air     | سلطان حسن‌الدین                                                   |
| وینگز ایر         | سیوکوران امین‌الدین امیر، سام رتولنگی، یوواتا، موتیارا            |